# Kuršumlija (općina)
Kuršumlija (općina) (ćirilično: Општина Куршумлија) općina je u Topličkom okrugu na jugu Središnje Srbije na državnoj granici s Kosovom, s kojim ima 105 km dugu granicu. Središte općine jest grad Kuršumlija. 

## Zemljopis
Po podacima iz 2004. općina zauzima površinu od 952 km², od čega 37.992 ha poljoprivrednih i 52.400 ha šumskih površina. 
Graniči s općinama Brus, Blace, Prokuplje i Medveđa

## Stanovništvo
Prema popisu stanovništva iz 2002. godine u općini živi 21.608 stanovnika, raspoređenih u 90 naselja.
Po podacima iz 2004. prirodni priraštaj iznosio je -7.5‰. Broj zaposlenih u općini iznosi 4761 ljudi. U općini se nalazi 20 osnovnih škola s 2095 učenika i dvije srednje škole s 968 učenika.